# Sismo de Michoacán de 2022
Em 19 de setembro de 2022, um sismo de magnitude de momento entre 7,6 e 7,7 atingiu a região entre os estados mexicanos de Michoacán e Colima às 13:05:06, horário local [es]. Com uma profundidade de 26,9 quilómetros, o sismo alcançou uma intensidade máxima de VIII (Ruinosa) na Escala de Mercalli Modificada. O USGS relatou que o epicentro estava localizado a 35 quilómetros a sudoeste da cidade de Aquila [en], próximo ao município de Coalcomán [en]. Duas pessoas morreram e pelo menos 35 ficaram feridas em vários estados. Uma réplica de magnitude 6,8 ocorreu em 22 de setembro, causando mais três mortes.
Coincidentemente, o sismo ocorreu no 37º aniversário do Sismo da Cidade do México de 1985, que matou cerca de 10 000 pessoas, e no quinto aniversário do Sismo de Puebla de 2017, que atingiu o estado de Puebla e matou 370 pessoas. Uma simulação nacional de terremoto estava sendo realizada pouco após o meio-dia, menos de uma hora antes do evento.

## Configuração tectónica
O sismo superficial ocorreu numa zona sismicamente ativa perto da costa central do México, perto da junção de três placas tectónicas: a Placa Norte-Americana a nordeste, a Placa de Rivera [en] a noroeste e a Placa de Cocos ao sul. Tanto a Placa Rivera quanto a Cocos estão incluídas abaixo da Placa Norte-Americana. A subducção mais lenta da Placa Rivera move-se para noroeste a cerca de 2 cm por ano em relação à Placa Norte-Americana e a Placa Cocos, mais rápida, está se movendo numa direção semelhante, a um ritmo de cerca de 4,5 centímetros por ano.
Vários sismos significativos têm ocorrido perto deste sismo. Em 1932, um sismo de magnitude 8,1 [en] atingiu o noroeste do sismo de 2022. A 27 de janeiro de 2003, um sismo de magnitude 7,6 [en] atingiu as proximidades, matando 29 pessoas. A 9 de outubro de 1995, um sismo de magnitude 8,0 atingiu o oeste do sismo de 2022, matando 49 pessoas e deixando outras 1 000 desabrigadas. O sismo mais mortal da região também ocorreu em Michoacán, há exatamente 37 anos. Este terramoto de magnitude 8,0 matou milhares de pessoas, feriu cerca de 30 000 e deixou 100 000 pessoas desabrigadas.

## Sismo
O sismo, que atingiu magnitude de 7,5 na escala de momento, e 6,8 graus na escala de Richter, teve o epicentro localizado 59 quilómetros a sul de Coalcomán [en], no estado de Michoacán, na costa do Pacífico, numa profundidade de 10 quilómetros, na costa de La Placita de Morelos [en].
O sismo resultou de falha inversa na fronteira tectónica entre a Placa de Cocos e a Placa Norte-Americana, próximo aos eventos de 1985, 1995 [en] e 2003 [en]. O Serviço Geológico dos Estados Unidos informou que terremotos desse tamanho geralmente causam ruptura [en] em uma área de 90 km x 40 km. A maior parte do deslizamento cosseísmico ocorreu diretamente sob a terra, com um deslocamento máximo de 1,2 m. A interface de subducção rompeu a uma profundidade de 10–30 km e 80 km ao longo da direção da subducção, produzindo um deslizamento máximo de 2,9 m. A área de ruptura sobrepôs-se à do terremoto de magnitude 7,6 em 1973 em Colima [en], com tamanho e duração semelhantes.

### Tsunâmi
Em Manzanillo, Colima, foi observado um tsunâmi de 0,95 m. O tsunâmi atingiu 1,24 m em uma lagoa próxima a Manzanillo, inundando o bairro costeiro de Valle de Las Garzas. Perto do epicentro, o Serviço Mareográfico Nacional registrou um tsunami de 1,75 m, e em Acapulco, o tsunami mediu 0,635 m. Em Zihuatanejo, Guerrero, o tsunami teve alturas de pelo menos 32 cm. Flutuações no nível do mar foram observadas na lagoa de Las Salinas, em Zihuatanejo. Um tsunami de 12 cm foi registrado nas Ilhas Galápagos, Equador.
Uma seicha de 1,2 m ocorreu no Buraco do Diabo no Parque Nacional do Vale da Morte nos Estados Unidos, a cerca de 2 400 km de distância.

## Impacto

### Colima
Duas pessoas morreram e nove ficaram feridas em Colima. Pelo menos 2 790 casas em 10 municípios, 20 edifícios, dois templos e sete instalações médicas foram danificados. Cinco pontes e oito estradas foram destruídas. Em Manzanillo, uma pessoa morreu quando uma cerca caiu sobre ela, e foram relatados alguns deslizamentos de terra. No Point Plaza Bahia, um shopping na cidade, uma academia desabou parcialmente, matando uma pessoa. As comunicações foram interrompidas em Tecomán e Comala, próximos ao epicentro. Uma explosão de tanque de gás [en] em Tecomán deixou quatro pessoas feridas, incluindo duas crianças.

### Michoacán
Pelo menos 3 161 casas e 89 escolas foram afetadas em Coalcomán, Chinicuila, Coahuayana e Aquila, sendo 800 delas destruídas. O maior dano ocorreu em Coahuayana, onde 1 143 casas foram impactadas, incluindo 398 que foram demolidas. Danos foram relatados em 21 hospitais, mas apenas dois precisaram ser evacuados. Oito igrejas sofreram danos estruturais. Várias pontes e linhas de comunicação foram afetadas, e uma estrada desabou. Em Coahuayana, 26 pessoas ficaram feridas, incluindo uma devido a uma explosão de gás.

### Jalisco
Em Guadalajara, um homem teve o braço amputado no cotovelo durante um acidente em um elevador. Detritos caíram dos templos de San Agustín e La Merced no centro da cidade. Em Puerto Vallarta, tetos e janelas de edifícios caíram, e alguns prédios de apartamentos apresentaram rachaduras entre lajes, vigas e andares térreos. Na cidade de Tolimán, pelo menos oito casas desabaram.

### Nayarit
Na capital do estado, Tepic, ambas as torres da Catedral de Tepic [en] foram gravemente danificadas, com detritos caindo de uma delas. No bairro Villas de Arana, casas e um hospital foram danificados. Em Ixtlán del Río, a cerca de uma escola primária e um edifício financeiro foram danificados. Lojas foram afetadas e itens caíram em Bahía de Banderas. Uma escola abandonada em Compostela apresentou rachaduras. Duas pessoas ficaram feridas em San Blas, uma em um acidente de motocicleta e outra devido a uma queda.

### Cidade do México
Na Cidade do México, os edifícios balançaram, e pelo menos 97 estruturas sofreram danos leves a moderados, algumas já danificadas por terremotos anteriores. Pelo menos 76 escolas na cidade foram danificadas, com uma delas sofrendo danos significativos, resultando na suspensão das aulas.

### Outras regiões
Além das áreas mencionadas, o terremoto foi sentido fortemente em partes de Aguascalientes, Guanajuato, Guerrero, Hidalgo, México, Morelos, Oaxaca, Puebla, Querétaro, Tlaxcala e Zacatecas.

## Réplicas
Mais de 2 000 réplicas foram registradas. Uma réplica de magnitude 5,8 ocorreu às 02:17 de 20 de setembro, a uma profundidade de 54,5 km, resultante de falhamento normal ao longo de um plano NW–SE com inclinação suave para NE ou um plano SE–NW com inclinação acentuada para SW.
Uma réplica de magnitude 6,8 às 01:16 de 22 de setembro, a uma profundidade de 20,7 km, causou quedas de energia em várias áreas, incluindo a Cidade do México, onde duas pessoas morreram: uma após cair de uma escada e outra devido a um ataque cardíaco. Pelo menos 22 edifícios foram danificados na cidade, um deles gravemente. Em Uruapan, pelo menos um edifício foi danificado. Em Colima, um bebê de cinco meses morreu em uma explosão de gás, e cinco outras pessoas ficaram feridas, incluindo duas devido à mesma explosão. Na cidade de Metepec, no Estado do México, pelo menos quatro escolas sofreram danos leves.